# Федірчик Богдан Миколайович
Богда́н Микола́йович Феді́рчик (нар. 9 вересня 1975, Кіцмань, Чернівецька область, УРСР) — український футболіст, півзахисник. По завершенні кар'єри став тренером.

## Життєпис
Футболом почав займатися в ДЮСШ Кіцмані. В юнацькому віці потрапив до складу московського ЦСКА, провів декілька матчів за дублюючий склад клубу в другій лізі чемпіонату Росії. Під час одного з молодіжних турнірів, який проходив у Німеччині й у якому брала участь московська команда, привернув до себе увагу селекціонерів «Ганновера», дістав запрошення в німецький клуб. Був активним гравцем молодіжного складу, залучався до тренувань з головною командою. У серпні 1995 року дебютував в основному складі, вийшовши на заміну в матчі Другої Бундесліги проти «Бохума». Згодом провів ще один матч за «Ганновер», у Кубку Німеччини, після чого більше на полі не з'являвся.
У 1996 році повернувся в Україну, де підписав контракт з кіровоградською «Зіркою-НІБАС». Дебютував у чемпіонаті України від 12 серпня 1996 року, вийшовши в стартовому складі в домашньому матчі проти вінницької «Ниви», в перерві був замінений Юрієм Богдановим. Проте в складі кіровоградців не закріпився, провівши всього 4 матчі в чемпіонаті. Ще до кінця 1996 року повернувся до Німеччини, де продовжив грати, але вже на аматорському рівні. По завершенні кар'єри повернувся на батьківщину, де став тренером. Працював в аматорських клубах рідної Чернівецької області, а також у чернівецькій ДЮСШ «Спарта».